# Wolfgang Schüßler
Wolfgang Schüßler (* 21. August 1930 in Leipzig; † 19. Februar 2023 in Simmern/Hunsrück) war ein deutscher Diplomat. Er war Botschafter der DDR in Indien, Nepal und Ägypten.

## Leben
Schüßler besuchte die Mittelschule und erlernte den Beruf eines Malers, er besuchte die
Arbeiter-und-Bauern-Fakultät (ABF) und studierte Außenpolitik an der Deutschen Akademie für Staat und Recht mit dem Abschluss eines Diplomstaatswissenschaftlers. Im Jahr 1955 begann seine Tätigkeit im Ministerium für Auswärtige Angelegenheiten (MfAA) der DDR. Im Jahr 1963 ging er als 1. Sekretär an das Generalkonsulat der DDR in Ägypten. Danach war er Referent in der 5. Außereuropäischen Abteilung (USA, Kanada) des MfAA. Von 1968 bis 1974 war er Sektorenleiter und stellvertretender Leiter der Abteilung IV des ZK der SED. Vom 5. August 1974 bis Dezember 1977 wirkte er als Botschafter in Indien und bis März 1975 zweitakkreditiert in Nepal. Von 1978 bis 1985 fungierte er als Leiter der Abteilung Naher und Mittlerer Osten des MfAA. Von Dezember 1985 bis 1990 übte er das Amt des DDR-Botschafters in Ägypten aus.
Schüßler starb im Alter von 92 Jahren.

## Auszeichnungen
- 1973 Vaterländischer Verdienstorden in Bronze